# قهرمان هندوستانی
قهرمان هندوستانی (به انگلیسی: Hero Hindustani) فیلمی هندی محصول سال ۱۹۹۸ و به کارگردانی عزیز سجاوال است. در این فیلم بازیگرانی همچون آرشاد وارسی، نامراتا شیرودکار، قادرخان، پارش راوال، پارمیت ستهی، شاکتی کاپور، آسرانی، سید بهادر حسن خان بهادر و آمیتاب باچان ایفای نقش کرده‌اند.